# Liste der Kellergassen in Würmla
Die Liste der Kellergassen in Würmla führt die Kellergassen in der niederösterreichischen Gemeinde Würmla an.
| Foto |                 | Kellergasse      | Standort                              | Beschreibung |
| ---- | --------------- | ---------------- | ------------------------------------- | --- |
| BW   | Datei hochladen | Müllerberg       | KG: Diendorf, Saladorf, Grub Standort | Außerhalb der Ortschaften befinden bzw. befanden sich an der West-, Nord- und Ostseite des Müllerberges insgesamt etwa 20 Keller. Die Keller liegen an der West- und Nordseite in Hanglage oder an Geländekanten, im Nordwesten und im Osten in Gräben. Nur an der Westseite sind ein paar Keller dicht aneinander gebaut, ansonsten handelt es sich eher um lose verstreute Einzelkeller. |
| BW   | Datei hochladen |                  | KG: Jetzing Standort                  | Östlich des Weilers befinden sich drei Keller in Hanglage. |
| BW   | Datei hochladen |                  | KG: Mittermoos Standort               | Südlich außerhalb des Weilers befinden sich einseitig in einem Graben drei Keller. |
| BW   | Datei hochladen | Hauptstraße      | KG: Waltendorf Standort               | Die einseitige Einzelkellergasse liegt an der Nordseite der Hauptstraße in Hanglage. Auf 400 Metern Länge befinden sich 23 Gebäude, davon 18 Keller, die überwiegend erneuerungsbedürftig sind. |
| ja   | Datei hochladen | Kahlenbergstraße | KG: Würmla Standort                   | Im Südosten des Ortes befinden sich im Hintaus einseitig in einem Graben drei Keller. |
| ja   | Datei hochladen | Tullner Straße   | KG: Würmla Standort                   | An der nördlichen Ortsausfahrt befinden sich ein paar Keller an einer Geländekante. |

| Foto:                    | Fotografie der Kellergasse (Gesamtheit). Klicken des Fotos erzeugt eine vergrößerte Ansicht. Daneben finden sich zwei Symbole: \| Weitere Bilder vorhanden \| Das Symbol bedeutet, dass weitere Fotos des Objekts verfügbar sind. Durch Klicken des Symbols werden sie angezeigt. \| \| Eigenes Foto hochladen \| Durch Klicken des Symbols können weitere Fotos des Objekts in das Medienarchiv Wikimedia Commons hochgeladen werden. \| |
| Name:                    | Bezeichnung der Kellergasse |
| Standort:                | Es ist die Katastralgemeinde (KG) angegeben. Durch Aufruf des Links Standort wird die Lage der Kellergasse in verschiedenen Kartenprojekten angezeigt. |
| Beschreibung             | Kurze Beschreibung der Kellergasse |
| Weitere Bilder vorhanden | Das Symbol bedeutet, dass weitere Fotos des Objekts verfügbar sind. Durch Klicken des Symbols werden sie angezeigt. |
| Eigenes Foto hochladen   | Durch Klicken des Symbols können weitere Fotos des Objekts in das Medienarchiv Wikimedia Commons hochgeladen werden. |